# トゥアキアオトムナムターン
トゥアキアオトムナムターン（タイ語: ถั่วเขียวต้มน้ำตาล、発音 [tʰùa̯ kʰǐa̯w tôm nám.tāːn]）は、 緑豆から作られたタイ王国で食べられているデザート。緑豆をシロップで煮たもの。 